# Благой Цицелков
Благой Цицелков е български журналист и продуцент.

## Биография
Благой Цицелков е роден през 1993 г. в София. Следва журналистика в СУ „Св. Климент Охридски“.
Професионалният си път започва в Аз-буки през 2005 г. Година по-късно, едва на 13 години започва работа в TV7, като водещ на детско предаване. През 2011 г. започва работа в БНТ, където преминава през различни длъжности: от репортер в „По света и у нас“ до редактор на сутрешния блок. През декември 2017 г. напуска БНТ и постъпва на работа в България Он Еър. През март 2020 г. Благой Цицелков се присъединява към екипа на Нова телевизия. От 15 май 2021 г. е член на Управителния съвет на Съюз на българските журналисти.

## Награди и лични постижения
Носител е на десетки журналистически награди и обществени отличия, сред които „Млад журналист“ от фонд „Валя Крушкина“ за 2014 г., печели специална награда на фестивала „Българската Европа 2015“ за документалната поредица „В търсене на Камен“, отличен е и с приза „Скритото добро“ на Столична община през 2016 г., а през 2017 г. е отличен и в кампанията „Достойните българи 2017“. Същата година получава и наградата „Млад журналист“ от Съюз на българските журналисти. През 2018 г. Цицелков получва отличие от конкурса „Журналистика за хората“, организиран от фонд „Валя Крушкина“.
Заради отличието си в конкурса през 2014 и 2018 г. Цицелков е ментор на ученици по програмата „Журналисти в училище“, като всяка година е избиран за такъв от различни деца в страната. През 2019 г. е отличен в същата категория на СБЖ.

## Критики и противоречия
На 13 април 2021 г., в обедната емисия на Нова телевизия, Цицелков казва: „От партия "Има такъв народ" заявиха, че са готови да приемат подкрепа от абсолютно всеки включително ДПС и ГЕРБ“.
Същия ден в ефира на 7/8 ТВ Тошко Йорданов нарича коментара „мазна лъжа“ и заявява, че „ако бяхме в Крумова България за тази лъжа щяха да липсват части от тялото на това момче с микрофона“. Пиарът на ГЕРБ Никола Николов остро разкритикува Йорданов в социалните мрежи, написвайки във Фейсбук: „Лошо започвате, г-н продуцент! Свободата на словото е свещено право, мислех си, че го знаете“. Севделина Арнаудова, говорителката на министър-председателя Бойко Борисов, написва: „#ИмаТакиваМутри“.
Цицелков по-късно уточнява, че объркал имената на две партии по време на живо включване. В интервю за сайта Clubz пояснява: „Казвам „Има такъв народ“ вместо „Изправи се! Мутри вън!“. От репортажа, излъчен малко по-късно, става ясно, че имам предвид „Изправи се! – Мутри вън!“
Асоциацията на европейските журналисти призова Йорданов да се ръководи като новопостъпващ депутат „от ценностите на XXI век, а не на Средновековието“.
Нова телевизия пускат изявление в подкрепа на своя репортер.